# Seznam dílů seriálu Ovečka Shaun
Toto je seznam dílů seriálu Ovečka Shaun.

## Přehled řad

### Hlavní řady
| Řada | Díly | Premiéra ve VB            | Premiéra ve VB            | Premiéra v ČR     | Premiéra v ČR     |
| Řada | Díly | První díl                 | Poslední díl              | První díl         | Poslední díl      |
| ---- | ---- | ------------------------- | ------------------------- | ----------------- | ----------------- |
| 1    | 40   | 5. března 2007            | 14. září 2007             | 21. března 2009   | 6. ledna 2010     |
| 2    | 40   | 23. listopadu 2009        | 17. prosince 2010         | 23. dubna 2010    | 10. ledna 2011    |
| 3    | 20   | 25. února 2013            | 21. března 2013           | 6. června 2013    | 27. června 2013   |
| 4    | 30   | 3. února 2014             | 19. prosince 2014         | 9. listopadu 2015 | 18. prosince 2015 |
| 5    | 20   | 5. září 2016              | 18. listopadu 2016        | 3. prosince 2017  | 11. února 2018    |
| 6    | 20   | 16. března 2020 (Netflix) | 16. března 2020 (Netflix) | 27. února 2021    | 18. dubna 2021    |

### Speciální řady
| Řada | Díly | Původní premiéra | Původní premiéra  |
| Řada | Díly | První díl        | Poslední díl      |
| ---- | ---- | ---------------- | ----------------- |
| 1    | 15   | 7. března 2012   | 13. června 2012   |
| 2    | 21   | 2. července 2012 | 13. července 2012 |

## Seznam dílů

### Hlavní řady

#### První řada (2007)
| Č. v seriálu | Č. v řadě | Původní název               | Český název            | Premiéra ve VB  | Premiéra v ČR na ČT1 |
| ------------ | --------- | --------------------------- | ---------------------- | --------------- | -------------------- |
| 1            | 1         | Off The Baa!                | Bečení                 | 5. března 2007  | 21. března 2009      |
| 2            | 2         | Bathtime                    | Koupel                 | 5. března 2007  | 4. dubna 2009        |
| 3            | 3         | Shape Up with Shaun         | Bavte se s Shaun       | 6. března 2007  | 2. května 2009       |
| 4            | 4         | Timmy in a Tizzy            | Zmatkář Timmy          | 6. března 2007  | 16. května 2009      |
| 5            | 5         | Scrumping                   | Moštování              | 7. března 2007  | 20. června 2009      |
| 6            | 6         | Still Life                  | Pohoda                 | 7. března 2007  | 4. července 2009     |
| 7            | 7         | Mower Mouth                 | Sekačka                | 8. března 2007  | 23. května 2009      |
| 8            | 8         | Take Away                   | Dál a dál              | 8. března 2007  | 30. května 2009      |
| 9            | 9         | The Bull                    | Býk                    | 9. března 2007  | 18. dubna 2009       |
| 10           | 10        | Saturday Night Shaun        | Sobotní noc            | 9. března 2007  | 27. června 2009      |
| 11           | 11        | The Kite                    | Drak                   | 12. března 2007 | 25. dubna 2009       |
| 12           | 12        | Little Sheep of Horrors     | Ovečka se bojí         | 12. března 2007 | 13. června 2009      |
| 13           | 13        | Buzz Off Bees               | Hukot včel             | 13. března 2007 | 9. května 2009       |
| 14           | 14        | Fleeced                     | Stříhání               | 13. března 2007 | 1. srpna 2009        |
| 15           | 15        | Shaun Shoots the Sheep      | Shaun v ráži           | 14. března 2007 | 25. července 2009    |
| 16           | 16        | Big Top Timmy               | Velikán Timmy          | 14. března 2007 | 11. dubna 2009       |
| 17           | 17        | Fetching                    | Bezva den              | 15. března 2007 | 28. března 2009      |
| 18           | 18        | Mountains Out of Molehills  | Krtčí hory             | 15. března 2007 | 6. června 2009       |
| 19           | 19        | Who's the Mummy?            | Kdo je máma?           | 16. března 2007 | 18. července 2009    |
| 20           | 20        | Things That Go Bump         | Co se může v noci stát | 16. března 2007 | 11. července 2009    |
| 21           | 21        | Abracadabra                 | Abrakadabra            | 3. září 2007    | 2. ledna 2010        |
| 22           | 22        | Sheep on the Loose          | Svobodná ovečka        | 3. září 2007    | 8. srpna 2009        |
| 23           | 23        | Washday                     | Velké prádlo           | 4. září 2007    | 29. srpna 2009       |
| 24           | 24        | The Visitor                 | Návštěva               | 4. září 2007    | 5. prosince 2009     |
| 25           | 25        | Shaun the Farmer            | Farmářka Shaun         | 5. září 2007    | 24. října 2009       |
| 26           | 26        | Tooth Fairy                 | Zoubek                 | 5. září 2007    | 3. října 2009        |
| 27           | 27        | Bitzer Puts His Foot in It  | Bitzer zasahuje        | 5. září 2007    | 15. srpna 2009       |
| 28           | 28        | Hiccups                     | Škytání                | 6. září 2007    | 22. srpna 2009       |
| 29           | 29        | If You Can't Stand the Heat | Příliš velké vedro     | 7. září 2007    | 21. listopadu 2009   |
| 30           | 30        | Sheepwalking                | Ovčí procházka         | 7. září 2007    | 31. října 2009       |
| 31           | 31        | Tidy Up                     | Úklid                  | 10. září 2007   | 28. listopadu 2009   |
| 32           | 32        | The Farmer's Niece          | Farmářova neteř        | 10. září 2007   | 7. listopadu 2009    |
| 33           | 33        | Camping Chaos               | Zmatky v táboře        | 11. září 2007   | 10. října 2009       |
| 34           | 34        | Helping Hound               | Pes dobrák             | 11. září 2007   | 12. prosince 2009    |
| 35           | 35        | Troublesome Tractor         | Zlobivý traktor        | 12. září 2007   | 5. září 2009         |
| 36           | 36        | Stick with Me               | Buď se mnou            | 12. září 2007   | 14. listopadu 2009   |
| 37           | 37        | Heavy Metal Shaun           | Heavymetalová Shaun    | 13. září 2007   | 26. září 2009        |
| 38           | 38        | Snore-Worn Shaun            | Pochrupování           | 13. září 2007   | 19. prosince 2009    |
| 39           | 39        | Save the Tree               | Zachraňte strom        | 14. září 2007   | 17. října 2009       |
| 40           | 40        | Shaun Encounters            | Setkávání              | 14. září 2007   | 9. ledna 2010        |

#### Druhá řada (2009–2010)
| Č. v seriálu | Č. v řadě | Původní název                 | Český název                | Premiéra ve VB     | Premiéra v ČR na ČT1 |
| ------------ | --------- | ----------------------------- | -------------------------- | ------------------ | -------------------- |
| 41           | 1         | Double Trouble                | S pány nejsou žerty        | 23. listopadu 2009 | 23. dubna 2010       |
| 42           | 2         | Draw the Line                 | Čára přes rozpočet         | 24. listopadu 2009 | 30. dubna 2010       |
| 43           | 3         | Sheepless Nights              | Ovčí můra                  | 25. listopadu 2009 | 7. května 2010       |
| 44           | 4         | Spring Lamb                   | Skotačení jehňátek         | 26. listopadu 2009 | 14. května 2010      |
| 45           | 5         | Strictly No Dancing           | Tančit přísně zakázáno     | 27. listopadu 2009 | 21. května 2010      |
| 46           | 6         | Who's the Caddy               | Nosičem proti své vůli     | 30. listopadu 2009 | 28. května 2010      |
| 47           | 7         | Hair Today, Gone Tomorrow     | Vlasy dělaj člověka        | 1. prosince 2009   | 4. června 2010       |
| 48           | 8         | Bagpipe Buddy                 | Nebe a dudy                | 2. prosince 2009   | 11. června 2010      |
| 49           | 9         | Supersize Timmy               | Ten nám ale vyrostl!       | 3. prosince 2009   | 18. června 2010      |
| 50           | 10        | Lock Out                      | Pod jednou střechou        | 4. prosince 2009   | 25. června 2010      |
| 51           | 11        | Cheetah Cheater               | Gepardem snadno a rychle   | 7. prosince 2009   | 2. července 2010     |
| 52           | 12        | Ewe've Been Framed            | Zvládnu to i bez brýlí     | 8. prosince 2009   | 9. července 2010     |
| 53           | 13        | Bitzer's New Hat              | Míval jsem klobouk         | 9. prosince 2009   | 16. července 2010    |
| 54           | 14        | Hide and Squeak               | Myši mají pré              | 10. prosince 2009  | 23. července 2010    |
| 55           | 15        | Frantic Romantic              | Romantik jak má být        | 11. prosince 2009  | 30. července 2010    |
| 56           | 16        | Everything Must Go            | Stánkový prodej            | 14. prosince 2009  | 6. srpna 2010        |
| 57           | 17        | Party Animals                 | Král mejdanu               | 15. prosince 2009  | 13. srpna 2010       |
| 58           | 18        | Cat Got Your Brain?           | Hlubiny kočičí duše        | 16. prosince 2009  | 20. srpna 2010       |
| 59           | 19        | Two's Company                 | Srdci neporučíš            | 17. prosince 2009  | 27. srpna 2010       |
| 60           | 20        | In the Doghouse               | Pes patří do boudy         | 18. prosince 2009  | 3. září 2010         |
| 61           | 21        | The Boat                      | Loď                        | 17. května 2010    | 10. září 2010        |
| 62           | 22        | What's Up, Dog?               | Jako by mu ulítly ovce     | 18. května 2010    | 17. září 2010        |
| 63           | 23        | Cock-a-Doodle Shaun           | Zachraňtě kohoutka         | 19. května 2010    | 24. září 2010        |
| 64           | 24        | Bitzer's Basic Training       | Základní výcvik            | 20. května 2010    | 1. října 2010        |
| 65           | 25        | Chip off the old Block        | Sochařina, to je dřina     | 21. května 2010    | 8. října 2010        |
| 66           | 26        | Pig Trouble                   | Malér jako prase           | 24. května 2010    | 15. října 2010       |
| 67           | 27        | Bitzer from the Black Lagoon  | Psíšera z černé laguny     | 25. května 2010    | 22. října 2010       |
| 68           | 28        | Zebra Ducks of the Serengeti  | Africká zebří kachna       | 26. května 2010    | 29. října 2010       |
| 69           | 29        | Whistleblower                 | Jen si tak trochu písknout | 27. května 2010    | 5. listopadu 2010    |
| 70           | 30        | The Big Chase                 | Velký ovčí závod           | 28. května 2010    | 12. listopadu 2010   |
| 71           | 31        | The Magpie                    | Straka zlodějka            | 6. prosince 2010   | 19. listopadu 2010   |
| 72           | 32        | Operation Pidsley             | A máš to, kocoure!         | 7. prosince 2010   | 26. listopadu 2010   |
| 73           | 33        | Pig Swill Fly                 | Vepřový nálet              | 8. prosince 2010   | 3. prosince 2010     |
| 74           | 34        | Shirley Whirley               | Elektrický jezdec          | 9. prosince 2010   | 11. prosince 2010    |
| 75           | 35        | Foxy Laddie                   | Fešák lišák                | 10. prosince 2010  | 17. prosince 2010    |
| 76           | 36        | Shaun goes Potty              | Poslední šťouch            | 13. prosince 2010  | 3. ledna 2011        |
| 77           | 37        | An Ill Wind                   | Ovce ve větru              | 14. prosince 2010  | 4. ledna 2011        |
| 78           | 38        | Fireside Favourite            | Teplo rodinného krbu       | 15. prosince 2010  | 5. ledna 2011        |
| 79           | 39        | Snowed In                     | Kalamita                   | 16. prosince 2010  | 6. ledna 2011        |
| 80           | 40        | We Wish Ewe A Merry Christmas | Veselé Vánovce             | 17. prosince 2010  | 10. ledna 2011       |

#### Třetí řada (2012–2013)
| Č. v seriálu | Č. v řadě | Původní název          | Český název           | Premiéra ve VB     | Premiéra v ČR na ČT2 |
| ------------ | --------- | ---------------------- | --------------------- | ------------------ | -------------------- |
| 81           | 1         | The Stand Off          | Koukejte vycouvat     | 30. listopadu 2012 | 20. června 2013      |
| 82           | 2         | The Coconut            | Kokos                 | 1. prosince 2012   | 6. června 2013       |
| 83           | 3         | The Shepherd           | Zmatený ovčák         | 3. prosince 2012   | 21. června 2013      |
| 84           | 4         | You Missed A Bit       | Máš tam šmouhu        | 28. listopadu 2012 | 7. června 2013       |
| 85           | 5         | Let's Spray (Graffiti) | Dej sem ten sprej     | 8. prosince 2012   | 24. června 2013      |
| 86           | 6         | The Crow               | Vrána                 | 1. prosince 2012   | 10. června 2013      |
| 87           | 7         | Shaun The Fugitive     | Uprchlík              | 6. prosince 2012   | 11. června 2013      |
| 88           | 8         | Hard To Swallow        | Příliš velké sousto   | 5. prosince 2012   | 12. června 2013      |
| 89           | 9         | Mission Inboxible      | Do krabice nikdy více | 9. prosince 2012   | 24. června 2013      |
| 90           | 10        | Bye Bye Barn           | Sbohem, chlívečku     | 4. prosince 2012   | 13. června 2013      |
| 91           | 11        | The Rounders Match     | Odpálkováno           | 6. prosince 2012   | 14. června 2013      |
| 92           | 12        | Film Night             | Celovečerní film      | 5. prosince 2012   | 27. června 2013      |
| 93           | 13        | Fossils                | Fosilie               | 4. prosince 2012   | 25. června 2013      |
| 94           | 14        | The Skateboard         | Skateboard            | 8. prosince 2012   | 25. června 2013      |
| 95           | 15        | The Piano              | Klavír                | 30. listopadu 2012 | 17. června 2013      |
| 96           | 16        | The Snapshot           | Rodinné foto          | 3. prosince 2012   | 18. června 2013      |
| 97           | 17        | Prickly Heat           | Pichlavé sluníčko     | 7. prosince 2012   | 19. června 2013      |
| 98           | 18        | The Hang Glider        | Rogalo                | 2. prosince 2012   | 26. června 2013      |
| 99           | 19        | The Shadow Play        | Stínohra              | 9. prosince 2012   | 26. června 2013      |
| 100          | 20        | Bull Vs Wool           | Jak se zbavit vola    | 7. prosince 2012   | 27. června 2013      |

#### Čtvrtá řada (2014)
| Č. v seriálu | Č. v řadě | Původní název         | Český název                  | Premiéra ve VB | Premiéra v ČR na ČT :D |
| ------------ | --------- | --------------------- | ---------------------------- | -------------- | ---------------------- |
| 101          | 1         | Cones                 | Jak ošálit zmrzlináře        | 3. února 2014  | 9. listopadu 2015      |
| 102          | 2         | Caught Short Alien    | Mimozemšťan v nesnázích      | 4. února 2014  | 10. listopadu 2015     |
| 103          | 3         | Happy Birthday Timmy! | Všechno nejlepší, Timmy!     | 5. února 2014  | 11. listopadu 2015     |
| 104          | 4         | The Genie             | Džin vám splní všechna přání | 6. února 2014  | 12. listopadu 2015     |
| 105          | 5         | 3DTV                  | Televize ve 3D               | 7. února 2014  | 13. listopadu 2015     |
| 106          | 6         | The Smelly Farmer     | Páníček nám páchne           | 10. února 2014 | 16. listopadu 2015     |
| 107          | 7         | DIY                   | Kutilové                     | 11. února 2014 | 17. listopadu 2015     |
| 108          | 8         | The Rabbit            | Hledá se králík              | 12. února 2014 | 18. listopadu 2015     |
| 109          | 9         | Prize Possession      | Šťastný výherce              | 13. února 2014 | 19. listopadu 2015     |
| 110          | 10        | The Spider            | Pavouk musí z domu           | 11. února 2014 | 20. listopadu 2015     |
| 111          | 11        | The Loony-Tic         | Klíšťová záškubitida         | 17. února 2014 | 23. listopadu 2015     |
| 112          | 12        | Men at Work           | Prasklé potrubí              | 18. února 2014 | 24. listopadu 2015     |
| 113          | 13        | The Dog Show          | Výstava psů                  | 19. února 2014 | 25. listopadu 2015     |
| 114          | 14        | Missing Piece         | Chybějící dílek              | 20. února 2014 | 26. listopadu 2015     |
| 115          | 15        | Wildlife Watch        | Pozor, přiletí ptáček        | 21. února 2014 | 27. listopadu 2015     |
| 116          | 16        | The Pelican           | Akce Pelikán                 | 24. února 2014 | 30. listopadu 2015     |
| 117          | 17        | Bad Boy               | Syčák                        | 25. února 2014 | 1. prosince 2015       |
| 118          | 18        | Remote Control        | Oprava antény                | 26. února 2014 | 2. prosince 2015       |
| 119          | 19        | Phoney Farmer         | Falešný farmář               | 27. února 2014 | 3. prosince 2015       |
| 120          | 20        | Ground Dog Day        | Na Hromnice práce více       | 21. dubna 2014 | 4. prosince 2015       |
| 121          | 21        | The Intruder          | Vetřelec                     | 17. září 2014  | 7. prosince 2015       |
| 122          | 22        | Bitzer for a Day      | Teď tu velím já              | 19. září 2014  | 9. prosince 2015       |
| 123          | 23        | "Bitzer's Secret      | Cvičitel pod psa             | 22. září 2014  | 10. prosince 2015      |
| 124          | 24        | Ping-Pong Poacher     | Pytlák na ping-pongu         | 26. září 2014  | 16. prosince 2015      |
| 125          | 25        | Hidden Talents        | Skryté dovednosti            | 29. září 2014  | 17. prosince 2015      |
| 126          | 26        | Picture Perfect       | Máš to nakřivo               | 24. září 2014  | 14. prosince 2015      |
| 127          | 27        | Save the Dump         | Skládka povolena             | 25. září 2014  | 15. prosince 2015      |
| 128          | 28        | Duck!                 | Kachny!                      | 18. září 2014  | 8. prosince 2015       |
| 129          | 29        | The Stare             | Kozlí hypnóza                | 23. září 2014  | 11. prosince 2015      |
| 130          | 30        | Fruit and Nuts        | Ovocné šílenství             | 30. září 2014  | 18. prosince 2015      |

#### Pátá řada (2016)
| Č. v seriálu | Č. v řadě | Původní název        | Český název                | Premiéra ve VB     | Premiéra v ČR na ČT :D |
| ------------ | --------- | -------------------- | -------------------------- | ------------------ | ---------------------- |
| 131          | 1         | Out Of Order         | Samé trable                | 5. září 2016       | 3. prosince 2017       |
| 132          | 2         | Karma Farmer         | Farmář dvojí tváře         | 6. září 2016       | 11. prosince 2017      |
| 133          | 3         | Spoilsport           | Hlavně neponičit hřiště    | 7. září 2016       | 24. prosince 2017      |
| 134          | 4         | Baa-d Hair Day       | Ztracená kštice            | 8. září 2016       | 30. prosince 2017      |
| 135          | 5         | The Farmer's Nephew  | Farmářův synovec           | 9. září 2016       | 31. prosince 2017      |
| 136          | 6         | Babysitter Bitzer    | Z Bitzera je chůva         | 12. září 2016      | 27. ledna 2018         |
| 137          | 7         | Dodgy Lodger         | Pochybný podnájemník       | 13. září 2016      | 3. února 2018          |
| 138          | 8         | Dangerous Deliveries | Pozor pošta                | 14. září 2016      | 21. ledna 2018         |
| 139          | 9         | Timmy and the Dragon | Timmy a drak               | 15. září 2016      | 4. února 2018          |
| 140          | 10        | Bitzer's New Whistle | Bitzerova nová píšťalka    | 16. září 2016      | 28. ledna 2018         |
| 141          | 11        | Turf Wars            | Kdo z koho                 | 7. listopadu 2016  | 10. prosince 2017      |
| 142          | 12        | A Prickly Problem    | Kam uložit ježky           | 8. listopadu 2016  | 16. prosince 2017      |
| 143          | 13        | Wanted               | Uprchlý vězeň              | 9. listopadu 2016  | 17. prosince 2017      |
| 144          | 14        | Rude Dude            | Namyšlený panák            | 10. listopadu 2016 | 23. prosince 2017      |
| 145          | 15        | Keeping the Peace    | Strážce ticha              | 11. listopadu 2016 | 7. ledna 2018          |
| 146          | 16        | Happy Farmers' Day   | Oslava Dne farmářů         | 14. listopadu 2016 | 13. ledna 2018         |
| 147          | 17        | Checklist            | Seznam úkolů               | 15. listopadu 2016 | 14. ledna 2018         |
| 148          | 18        | Return To Sender     | Dárek, kterého se nezbavíš | 16. listopadu 2016 | 20. ledna 2018         |
| 149          | 19        | Cone Of Shame        | Zatrolený límec            | 17. listopadu 2016 | 11. února 2018         |
| 150          | 20        | Sheep Farmer         | Začarovaný farmář          | 18. listopadu 2016 | 10. února 2018         |

#### Šestá řada (2020)
Na Netflixu je tato série uváděna s názvem Ovečka Shaun: Dobrodružství z Mossy Bottom.
| Č. v seriálu | Č. v řadě | Původní název        | Český název podle ČT :D | Premiéra na Netflixu | Premiéra v ČR na ČT :D |
| ------------ | --------- | -------------------- | ----------------------- | -------------------- | ---------------------- |
| 151          | 1         | Baa-gherita          | Be(ee)čená pizza        | 16. března 2020      | 27. února 2021         |
| 152          | 2         | Get your Goat        | Kozí manévry            | 16. března 2020      | 14. března 2021        |
| 153          | 3         | Super Sheep          | Super ovce              | 16. března 2020      | 6. března 2021         |
| 154          | 4         | Space Bitzer         | Psí astronaut           | 16. března 2020      | 13. března 2021        |
| 155          | 5         | Farmstar             | Farmářská hvězda        | 16. března 2020      | 7. března 2021         |
| 156          | 6         | CSI Mossy            | Místo činu: Mechov      | 16. března 2020      | 28. února 2021         |
| 157          | 7         | Squirrelled Away     | Rozverná veverka        | 16. března 2020      | 12. března 2021        |
| 158          | 8         | Room with a Ewe      | Připojení v seně        | 16. března 2020      | 21. března 2021        |
| 159          | 9         | Go Bitzer Go!        | Rallye Hafan            | 16. března 2020      | 14. března 2021        |
| 160          | 10        | Prize Porker         | Pašák pašík             | 16. března 2020      | 20. března 2021        |
| 161          | 11        | Teddy Heist          | Malá medvědí loupež     | 16. března 2020      | 7. března 2021         |
| 162          | 12        | Costume Drama        | Kostýmní drama          | 16. března 2020      | 28. března 2021        |
| 163          | 13        | Express Delivery     | Spešné doručení         | 16. března 2020      | 27. března 2021        |
| 164          | 14        | Pond Life            | Hody u rybníka          | 16. března 2020      | 20. března 2021        |
| 165          | 15        | Hot to Trotter       | Hbitá kopýtka           | 16. března 2020      | 21. března 2021        |
| 166          | 16        | Box Fresh            | Boty jako ze škatulky   | 16. března 2020      | 28. února 2021         |
| 167          | 17        | Tour de Mossy Bottom | Tour de Zadní Mechov    | 16. března 2020      | 6. března 2021         |
| 168          | 18        | Sheep Sheep Goose    | Pac a husu              | 16. března 2020      | 27. března 2021        |
| 169          | 19        | Pumpkin Peril        | Dýňožrout plíživý       | 16. března 2020      | 18. dubna 2021         |
| 170          | 20        | Farm Park            | Ovčí park               | 16. března 2020      | 28. března 2021        |

### Speciální řady

#### Shaun the Sheep 3D (2012)
| Č. v řadě | Původní název                      | Zveřejnění na YouTube |
| --------- | ---------------------------------- | --------------------- |
| 1         | The Picnic                         | 7. března 2012        |
| 2         | Penalty!/Five a Side               | 14. března 2012       |
| 3         | Babysitting Timmy                  | 21. března 2012       |
| 4         | Bitzer Over Easy                   | 28. března 2012       |
| 5         | The Art Class/Duck Drawing         | 4. dubna 2012         |
| 6         | Sprout-Shooters                    | 11. dubna 2012        |
| 7         | Members Only/Bale Maze             | 18. dubna 2012        |
| 8         | Down the Loo                       | 25. dubna 2012        |
| 9         | Story Time/Lights Out              | 2. května 2012        |
| 10        | Kite/Fly a Kite                    | 9. května 2012        |
| 11        | Shaun Goes Old-School/Video Arcade | 16. května 2012       |
| 12        | Shaun's Bale Out/Hay Bale          | 23. května 2012       |
| 13        | Sheep Shoot Hoops/Basketball       | 30. května 2012       |
| 14        | Beware! Sheep Crossing/Stand Off   | 6. června 2012        |
| 15        | Lamb Salsa/Stomp                   | 13. června 2012       |

#### Shaun The Sheep Championsheeps (2012)
| Č. v řadě | Původní název         | Premiéra ve VB    |
| --------- | --------------------- | ----------------- |
| 1         | Relay                 | 2. července 2012  |
| 2         | Shot Put              | 2. července 2012  |
| 3         | Synchronised Swimming | 3. července 2012  |
| 4         | Ping Pong             | 3. července 2012  |
| 5         | Diving                | 4. července 2012  |
| 6         | Fencing               | 4. července 2012  |
| 7         | Gymnastics            | 5. července 2012  |
| 8         | Archery               | 5. července 2012  |
| 9         | Weightlifting         | 6. července 2012  |
| 10        | Steeplechase          | 6. července 2012  |
| 11        | Beach Volleyball      | 9. července 2012  |
| 12        | Hockey                | 9. července 2012  |
| 13        | Swimming              | 10. července 2012 |
| 14        | 100 Metre Dash        | 10. července 2012 |
| 15        | BMX                   | 11. července 2012 |
| 16        | Rings                 | 11. července 2012 |
| 17        | Hammer                | 12. července 2012 |
| 18        | Trampoline            | 12. července 2012 |
| 19        | Judo                  | 13. července 2012 |
| 20        | Ribbon                | 13. července 2012 |
| 21        | Pole Vault            | 13. července 2012 |